# Juan José Castelli (Chaco)
Juan José Castelli é uma cidade da Argentina, localizada na província de Chaco.